# Secret (application)
Pour les articles homonymes, voir Secret (homonymie).
Secret était une application logicielle disponible sur les appareils mobiles fonctionnant sous iOS et Android.

## Fonctionnement
L'application Secret s'inscrit dans la tendance dite des réseaux sociaux anonymes. Elle permet à un utilisateur d'envoyer et partager de courts messages, à l'image des services de microblogage, à son cercle d'amis et à la communauté, tout en respectant son anonymat et sans qu'il ne sache qui est le cercle de lecteurs des messages. 
Les utilisateurs du service ne sont identifiés ni par un profil, ni même par un pseudonyme. À la différence de PostSecret et Whisper qui fonctionnent sensiblement sur le même principe, le message est partagé en premier lieu au cercle d'amis de l'utilisateur, sans que celui-ci ne sache pour autant qui sont les amis inscrits sur le service.
Un message est composé d'un court texte et, optionnellement, d'une image qui fait office d'arrière-plan du message. Les messages peuvent être commentés, les commentaires étant cependant limités au cercle d'amis de l'auteur du message et ceux-ci sont totalement anonymes.

## Historique
Le projet est fondé par David Byttow, ancien directeur technique de Square, Inc., et Chrys Bader-Wechseler, ancien directeur de produit pour Google+, Photovine et YouTube,.
Les deux fondateurs parviennent à lever un capital d'amorçage de 1,4 million de dollars USD le 6 décembre 2013. Parmi les investisseurs figurent le cofondateur de Reddit Alexis Ohanian et les fonds d'investissement Google Ventures et KPCB,,.
En 2014, l'entreprise conclut une collecte de fonds de série A d'un montant de 8,6 millions de dollars USD, en février-mars, puis de 25 millions de dollars USD en juillet .
Le 30 avril 2015, David Byttow annonce la fermeture de Secret. « Secret ne ressemble pas à la vision que j’en avais lorsque la société a été lancée », expliquait-il sur Medium. Ou bien, de façon plus pragmatique, les investisseurs refusaient d'accorder plus d'argent à l'application à cause de sa mauvaise réputation.

## Aspects techniques
Secret est hébergée sur Google App Engine. L'application est écrite en langage de programmation Go, certains de ses composants étant écrits en Java et en Python. Les données sont stockées dans une base de données non relationnelle de type BigData.
Tous les messages sont chiffrés avant leur écriture dans la base de données. Les images téléversées sont stockées sur le service de stockage Google Cloud Storage.